# ناخبو سندرز وترمب

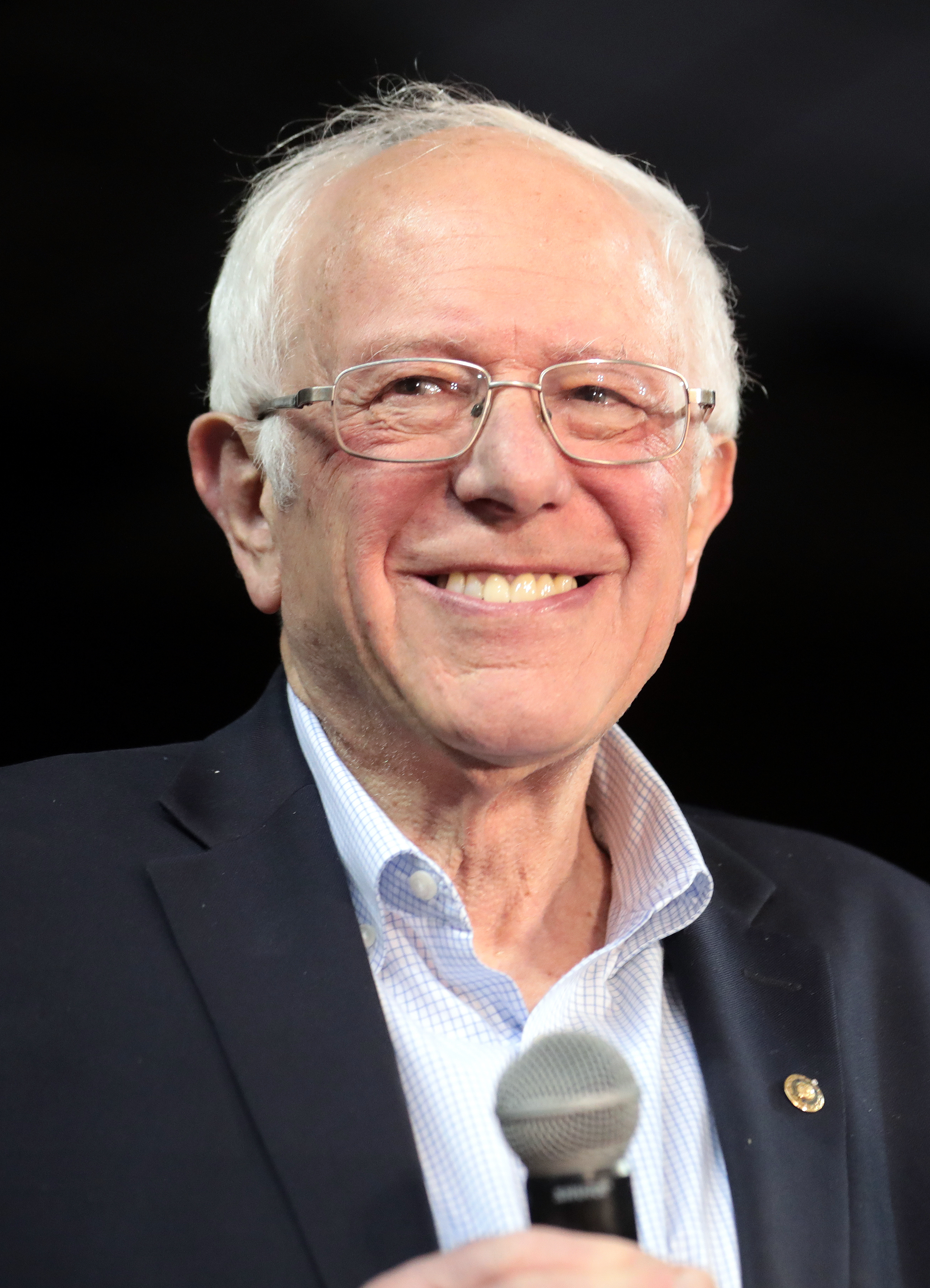

في الولايات المتحدة، ناخبو سندرز وترمب، المعروفون أيضًا باسم ناخبو بيرني-ترمب، هم أمريكيون صوّتوا لبيرني سندرز في الانتخابات الرئاسية التمهيدية للحزب الديمقراطي لعام 2016 أو 2020 (أو كليهما)، لكنهم صوتوا لاحقًا لمرشح الحزب الجمهوري دونالد ترمب في الانتخابات العامة. في انتخابات عام 2016، شكّل هؤلاء الناخبون ما يُقدَّر بنحو 12% من مؤيدي سندرز. في المقابل، صوت أكثر من 70% من مؤيدي سندرز لمرشحة الحزب الديمقراطي هيلاري كلينتون.
كان دور هؤلاء الناخبين الحاسم في فوز ترمب، وتأثيرهم في انتخابات 2020 موضع نقاش. من غير المرجّح أن يعرِّف ناخبو سندرز وترمب أنفسهم بالديمقراطيين ولديهم آراء أكثر تحفظًا بشأن القضايا الاجتماعية والعرقية إذا ما قورنوا مع ناخبي سندرز الآخرين. وكانوا على الأرجح أكبر سنًا ومن البيض.

## انتخابات 2016

### الدراسات
وجدت الدراسة التعاونية لانتخابات الكونغرس، وهي استطلاع عن الانتخابات لنحو 50 ألف شخص، أن 12% من ناخبي سندرز صوّتوا لصالح ترمب في عام 2016. وكان عدد ناخبي سندرز-ترمب في الولايات المتأرجحة -ميشيغان وبنسلفانيا وويسكونسن- أكثر من ضعف هامش فوز ترمب في تلك الولايات. لهذا السبب، جادل بعض المحللين، مثل صحفي البيانات في مجلة إيكونوميست إليوت موريس، بأن هؤلاء الناخبين كان لهم تأثير كبير غير متناسب في انتخابات عام 2016. وقال آخرون، من ضمنهم أستاذ العلوم السياسية برايان شافنر الذي عمل باحثًا رئيسيًا مشاركًا في استطلاع الدراسة التعاونية لانتخابات الكونغرس، إن هامش فوز ترمب ضئيل للغاية لدرجة أن ناخبي سندرز-ترمب كانوا مجرد كتلة تصويتية واحدة -من بين العديد من الكتل- من الممكن أن تحسم النتيجة، وأن «الانشقاقات» بين الانتخابات التمهيدية والانتخابات العامة شائعة جدًا.
وجد استطلاع فوتر لعام 2016 الذي أجرته شركة يوغوف وأقامت مقابلات مع 8 آلاف مشارك في يوليو وديسمبر 2016، أن 12% ممن فضّلوا سندرز في الانتخابات التمهيدية فضّلوا ترمب في الانتخابات العامة. وجد استطلاع لجنة الانتخابات الرئاسية لمؤسسة راند الذي أجرى مقابلات مع نفس المجموعة التي تضم نحو 3 آلاف مشارك ست مرات خلال الحملة، أن 6% ممن أبلغوا عن دعم سندرز في مارس أبلغوا عن دعم ترمب في نوفمبر. لم يوثّق هذان الاستطلاعان نسبة مشاركة أولئك الذين شملهم الاستطلاع على عكس استطلاع الدراسة التعاونية لانتخابات الكونغرس. أظهر استطلاع في مايو 2016 أجرته قناة إيه بي سي نيوز وصحيفة واشنطن بوست أن 20% من ناخبي سندرز دعموا ترمب، بينما أظهر استطلاع آخر لإيه بي سي نيوز وواشنطن بوست قبل أيام قليلة من الانتخابات العامة أن 8% من مؤيدي سندرز يعتزمون التصويت لصالح ترمب.